# ديفيد أ. أوغدن
ديفيد أ. أوغدن هو محامي وقاضي وسياسي أمريكي، ولد في 10 يناير 1770 في موريستاون في الولايات المتحدة، وتوفي في 9 يونيو 1829 في مونتريال في كندا. نشط حزبياً في الحزب الفيدرالي الأمريكي. وقد انتخب عضو جمعية ولاية نيويورك ‏ وانتخب عضو مجلس النواب الأمريكي ‏.